# Ерин, Павел Константинович
Павел Константинович Ерин (1909—1945) — Гвардии старший сержант Рабоче-крестьянской Красной Армии, участник Великой Отечественной войны, Герой Советского Союза (1945).

## Биография
Павел Ерин родился в 1909 году в селе Трубеж (ныне — Обоянский район Курской области). Получил неполное среднее образование. В марте 1942 года Ерин был призван на службу в Рабоче-крестьянскую Красную Армию. С декабря того же года — на фронтах Великой Отечественной войны. К январю 1945 года гвардии старший сержант Павел Ерин командовал пулемётным отделением 25-го гвардейского стрелкового полка 6-й гвардейской стрелковой дивизии 13-й армии 1-го Украинского фронта. Отличился во время освобождения Польши.
Ерин неоднократно отличался в боях, в частности, 14 января 1945 года во время боя у населённого пункта Скшельчице в 18 километрах к юго-востоку от Кельце и у реки Черна-Нида, и 26 января 1945 года при форсировании Одера в районе города Штейнау (ныне — Сьцинава), во время которого на плацдарме на западном берегу уничтожил несколько десятков солдат и офицеров противника.
Указом Президиума Верховного Совета СССР от 10 апреля 1945 года гвардии старший сержант Павел Ерин был удостоен высокого звания Героя Советского Союза. Орден Ленина и медаль «Золотая Звезда» он получить не успел, так как 17 апреля 1945 года погиб в бою. Похоронен в населённом пункте Хорнов в 14 километрах к юго-западу от германского города Форст.
Был также награждён рядом медалей.